# Saeco
Saeco ist ein italienischer Haushaltsgerätehersteller, insbesondere von Geräten zur Kaffee- bzw. Espressozubereitung. Der Hauptsitz befindet sich in Gaggio Montano in der Nähe von Bologna.

## Geschichte
Das Unternehmen wurde im Jahr 1981 von Sergio Zappella und Arthur Schmed gegründet. Der Name Saeco bildet sich aus Sergio Arthur e compagnia. Schmed entwickelte 1985 den ersten Kaffeevollautomaten und ließ sich unter anderem die herausnehmbare Brühgruppe patentieren.
1987 wurde von den Brüdern Markus und Bernhard Bihler die Saeco GmbH in Deutschland gegründet, 1991 folgte Saeco Austria. Die Saeco-Gruppe wuchs zu einem führenden Unternehmen mit einer sehr starken internationalen Ausrichtung heran. So gibt es inzwischen 16 Tochtergesellschaften in den USA, Lateinamerika, Asien, Australien und Europa und damit ein Vertriebsnetz in mehr als 60 Ländern. 1999 übernahm Saeco das italienische Unternehmen Gaggia, dessen Fokus noch heute auf der Herstellung von Espressomaschinen liegt.
2004 wurde Saeco von dem Finanzinvestor PAI partners aufgekauft. Der damalige Wert des Unternehmens lag bei 746 Millionen Euro. Nach dem Verkauf geriet Saeco in eine finanzielle Schieflage. Das Geschäftsvolumen reduzierte sich von 526 Millionen Euro im Bilanzjahr 2005/2006 auf 318 Millionen Euro Umsatz im Bilanzjahr 2008/2009. 2007 erfolgte die Zahlung einer kreditfinanzierten Sonderdividende; den Zinszahlungen auf die überhöhte Kreditfinanzierung, die auf rund 500 Millionen Euro geschätzt wurde, konnte 2008 hingegen nicht mehr nachgekommen werden. Im Juni 2009 wurde Saeco schließlich von dem niederländischen Elektrokonzern Philips für rund 200 Millionen Euro aufgekauft.
Im Februar 2010 wurde bekanntgegeben, dass Philips die Standorte in München (Deutschland), Lustenau (Österreich) und Brunn am Gebirge (Österreich) schließen wolle. Ebenfalls betroffen von der Schließung waren die Bereiche Service und Technik in Eigeltingen (Deutschland) am Bodensee. Lediglich der gewerbliche Bereich Vending & Professional wird zukünftig ausschließlich vom Standort Eigeltingen betreut. Von der Schließung waren insgesamt ca. 200 Mitarbeiter in Deutschland und Österreich betroffen. Seit Mai 2010 werden alle Aktivitäten über die Vertriebs- und Marketingorganisation der Philips Sparte Consumer Lifestyle in Hamburg und Wien abgewickelt. Der Hauptsitz des Unternehmens liegt seit der Zusammenführung der beiden Unternehmen weiterhin in Gaggio Montano.
Seit September 2010 wurden Produkte aus dem Hause Saeco unter dem Markennamen Philips Saeco auf den Markt gebracht. Aber Mitte 2013 kehrte man zu einer Vermarktung allein unter dem Namen „Saeco“ zurück.
Im Juni 2013 erklärte Tchibo, das Unternehmen arbeite zukünftig mit Saeco an der Entwicklung und Vermarktung von Maschinen für das Tchibo Cafissimo System zusammen.
Im Jahr 2017 wurde die Sparte mit professionellen Kaffeemaschinen an den italienischen Kaffeemaschinenhersteller Evoca verkauft. Die Sparte mit Kaffeemaschinen für den Heimgebrauch verblieb bei Philips. Der Produktbereich Haushaltsgeräte, zu dem auch der verbleibende Teil von Saeco gehört, wurde aus dem Phillips-Konzern ausgegliedert. Der Bereich firmiert heute als Versuni und wird seit 2021 von Hillhouse Capital gehalten, einem Private-Equity-Investor.

## Produktsortiment
Besonders bekannt ist Saeco für die Espressomaschinen und Kaffeevollautomaten. Andere Geräte wie Bügeleisen, Bügelstationen und Klimageräte werden inzwischen nicht mehr verkauft. Nach Angabe des Unternehmens im Katalog 2008/2009 wurden allein 2007 mehr als 750.000 Kaffeevollautomaten verkauft. Anders als sein Konkurrent Jura Elektroapparate bietet Saeco neben hochpreisigen Geräten auch Kaffeevollautomaten im unteren Preisbereich an.
Zuletzt brachte Saeco die Kaffeevollautomatenserien Minuto, Moltio und GranBaristo auf den Markt. Neben einem neuen schmaleren Design bringen diese Produkte mehr Getränkeauswahl und – für die höherpreisigen Modelle – eine verbesserte Milchaufschäumung sowie austauschbare Bohnenbehälter mit sich.
Im September 2013 stellte Saeco den bluetooth-fähigen Kaffeevollautomaten GranBaristo Avanti auf der IFA vor. Dieser kann per Tablet ferngesteuert werden.

## Sponsoring
In Deutschland ist der Name Saeco auch durch den Radsport bekannt: Dort sponserte Saeco bis 2004 eine erfolgreiche Profimannschaft, in der unter anderen der deutsche Radrennfahrer Jörg Ludewig fuhr.